# Globalna herezja
Globalna herezja (ang. Global Heresy) – kanadyjsko-brytyjski dramat obyczajowy z 2002 roku.

## Obsada
- Peter O’Toole – Lord Foxley
- Joan Plowright – Lady Foxley
- Alicia Silverstone – Nat
- Martin Clunes – James Chancellor
- Jaimz Woolvett – Leo
- Alex Karzis – Ben
- Christopher Bolton – Carl
- Keram Malicki-Sánchez – Flit
- Amy Phillips – Georgia

## Fabuła
Angielscy arystokraci, państwo Foxley, aby podreperować finanse, decydują się na wynajęcie rodowej siedziby wraz ze służbą. Niestety, zakontraktowana pomoc domowa nie stawia się w oznaczonym czasie. Chcąc dotrzymać warunków umowy, właściciele sami przyjmują role kamerdynera i kucharki, usługując gościom. Zamek wynajmuje grupa rockowa z USA, której członkowie są nieznośni. Zespół „Globalna herezja” nie dość, że jest hałaśliwy, to jeszcze przechodzi kryzys w związku ze zniknięciem basisty. Jego następczyni, piękna Natalie robi, co może, aby polepszyć atmosferę.